# La última muerte
La última muerte es una película mexicana de ciencia ficción estrenada el 27 de enero de 2012, protagonizada por Kuno Becker, y dirigida por David "Leche" Ruiz.

## Sinopsis
Jaime, un psicoanalista con problemas de alcoholismo, encuentra a un joven desnudo y malherido cerca de su cabaña. Con lesiones severas y sufriendo de amnesia, el muchacho (Christian) es internado en un hospital donde se dan cuenta de que su identidad no está registrada en el Banco Mundial de Información Personal. Esto genera alerta entre las autoridades que de inmediato intentan apresar al joven, pero éste es ayudado por Jaime para escapar. Intrigado por la identidad del muchacho, Jaime empieza a investigar porqué lo persiguen… encontrándose con una amenaza aún mayor, porque detrás de todo, está Mateo Wilkins, un poderoso empresario que lleva años haciendo experimentos secretos en los que el joven parece estar implicado
En la última muerte, Christian afronta una historia de suspenso, cuyo eje narrativo es la pena de muerte y la clonación de órganos.

## Reparto[3]
- Kuno Becker como Christian
- Álvaro Guerrero como Jaime
- Manolo Cardona como David
- Alexandra de la Mora es Ray.
- Marius Biegai es Guardaespaldas.
- Luis Arrieta como Checho.
- Claudette Maillé es Sofía.
- Kendra Santacruz es Monica.
- Carlos Bracho es Wilkins
- Thelma Madrigal es Lizzy Wilkins.
- Omar Ayala es Guarura.
- Emilio Guerrero es Gobernador.
- Julian Sedgwick es Dr. Castañeda
- Carlos Kaspar es Helmut.
- Adrian Makala es Jan.
- Guillermo Larrea es Jefe de Seguridad.
- Paternostro Adrian Alejandro es Piloto del helicóptero que se estrella.